# Cody Ransom
Bryan Cody Ransom (né le 17 février 1976 à Mesa, Arizona, États-Unis) est un joueur d'avant-champ des Ligues majeures de baseball sous contrat avec les Diamondbacks de l'Arizona.
Joueur évoluant surtout en ligues mineures et effectuant d'occasionnelles présences dans des matchs de Ligue majeure, Cody Ransom est le dernier joueur en défensive à avoir retiré un adversaire sur le terrain de l'ancien Yankee Stadium de New York, en 2008.

## Carrière

### Giants de San Francisco
Cody Ransom est drafté en 1998 au 9e tour de sélection par les Giants de San Francisco. En défensive, ce joueur d'utilité peut évoluer au deuxième but, au troisième but et à l'arrêt-court.
Il fait ses débuts dans les majeures avec les Giants et dispute son tout premier match le 5 septembre 2001. Tenu en échec en neuf parties en fin de saison, il amorce l'année 2002 dans les ligues mineures avec les Grizzlies de Fresno, le club-école de niveau AAA des Giants dans la Ligue de la côte du Pacifique, et n'est rappelé par San Francisco qu'au mois de septembre.
À sa septième partie en 2002, le 16e match des majeures au total où il fait une présence, il réussit enfin son premier coup sûr, contre le lanceur Roy Oswalt des Astros de Houston le 29 septembre 2002.
Il fait quelques présences avec San Francisco en 2003 et 2004, jouant 20 et 78 parties respectivement. Le 9 août 2003, il claque son premier coup de circuit dans le baseball majeur, contre le lanceur Vicente Padilla des Phillies de Philadelphie.

### Astros de Houston

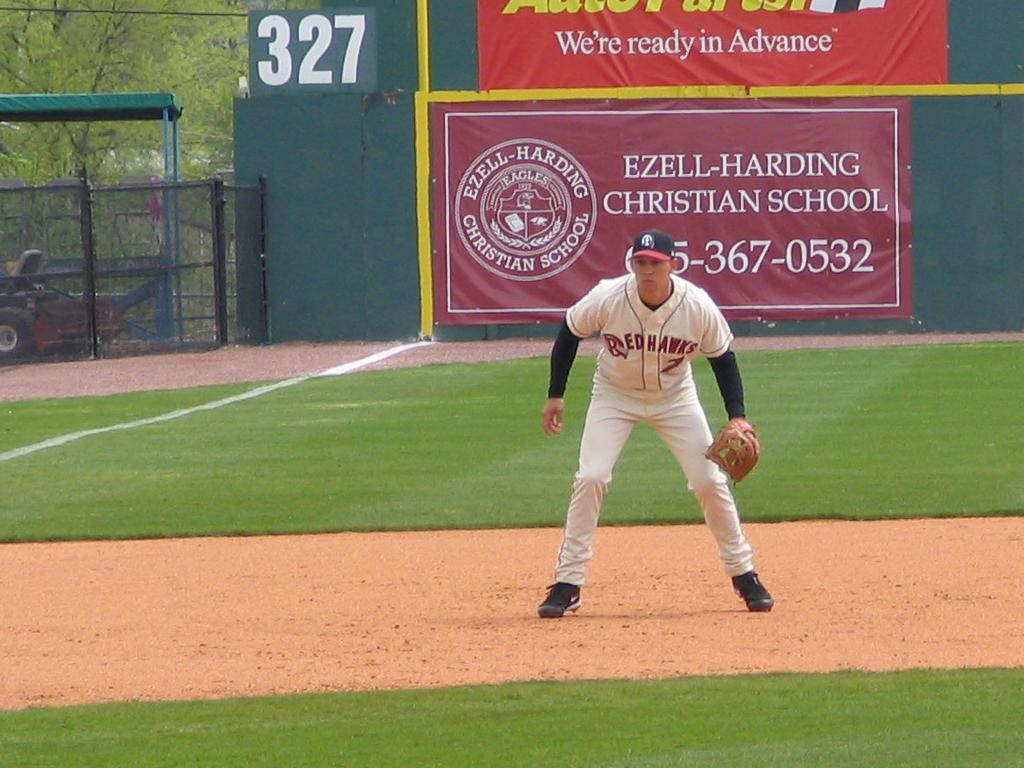
Ransom en 2005 avec les RedHawks de l'Oklahoma, club-école des Rangers du Texas dans la Ligue de la côte du Pacifique.

En 2005 et 2006, Ransom n'évolue qu'en ligues mineures, avec des clubs affiliés aux Cubs de Chicago, aux Rangers du Texas et aux Astros de Houston. Ce n'est qu'en 2007 qu'on le revoit dans les grandes ligues, alors qu'il joue 19 parties pour les Astros.
Malgré de bonnes statistiques offensives dans les mineures, notamment une saison 2007 de 90 points produits avec l'Express de Round Rock, équipe affiliée aux Astros, Ransom ne réussit jamais à s'imposer au niveau majeur.

### Yankees de New York

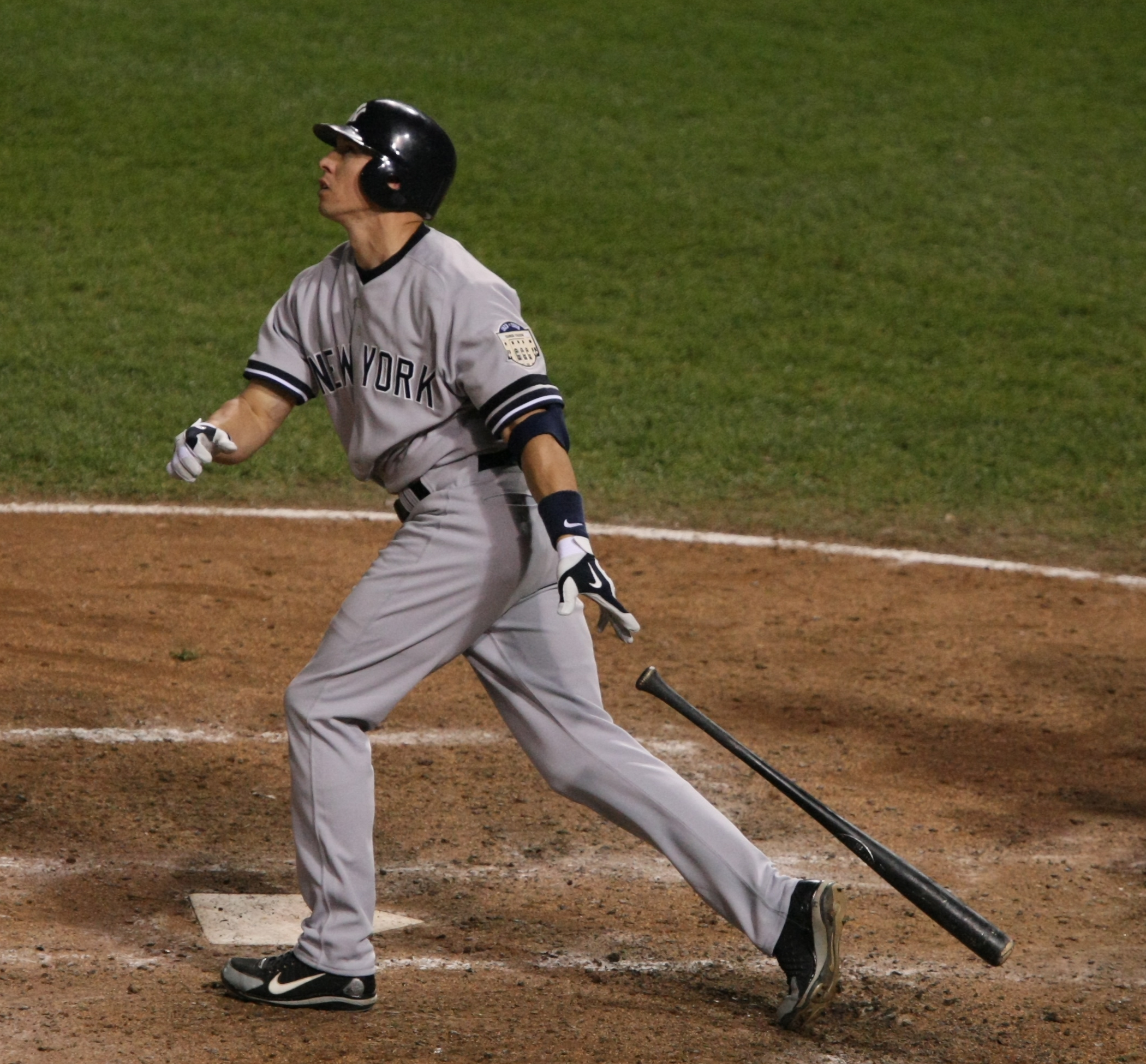
Cody Ransom est le seul joueur de l'histoire des Yankees de New York à avoir claqué des circuits à ses deux premières présence au bâton avec ce club.

Engagé comme agent libre par les Yankees de New York en novembre 2007, Ransom passe deux ans dans l'organisation, jouant surtout en ligues mineures. Il maintient en 2008 une moyenne au bâton de ,302 en 33 parties jouées pour les Yankees. En 2009, il n'est pas dans l'alignement du club new-yorkais lorsque la franchise remporte sa 27e Série mondiale. 
Joueur marginal, il n'en accomplit pas moins un exploit inédit dans la riche histoire des Yankees : lors de son premier rappel des mineures par cette formation, il devient le premier joueur de la franchise à réussir des coups de circuit à ses deux premières présences au bâton dans cet uniforme. Ces deux longues balles sont réussies le 17 août contre les Royals de Kansas City et le 22 août face aux Orioles de Baltimore. 
Le 21 septembre 2008, Ransom a l'honneur d'enregistrer sans aide le tout dernier retrait au Yankee Stadium de New York, alors qu'il récupère un roulant frappé par Brian Roberts, des Orioles, et touche le premier coussin pour mettre un terme au dernier match disputé dans la légendaire enceinte. Il s'agit du dernier retrait enregistré par un joueur en défensive dans ce stade.

### Phillies de Philadelphie
En 2010, Ransom évolue pour les IronPigs de Lehigh Valley, club-école des Phillies de Philadelphie dans la Ligue internationale. Il ne joue que dans 22 matchs pour Philadelphie. 

### Diamondbacks de l'Arizona
Le 19 janvier 2011, il rejoint les Diamondbacks de l'Arizona, l'équipe de son État natal, et participe à leur camp d'entraînement. Il passe l'année chez les Aces de Reno dans les ligues mineures et n'est rappelé en cours de saison que pour 12 parties des Diamondbacks. Il frappe 4 circuits et produit 13 points en 17 matchs pour les Diamondbacks en 2012.

### Brewers de Milwaukee
Le 23 mai 2012, Ransom passe des Diamondbacks aux Brewers de Milwaukee après avoir été réclamé au ballottage. Ransom ne frappe que pour ,196 en 64 matchs à Milwaukee. Il frappe 6 circuits et produit 26 points en 64 parties jouées pour Milwaukee. Le club l'utilise surtout à l'arrêt-court. 
Le 31 août 2012, les Diamondbacks rapatrient Ransom en le récupérant des Brewers via le ballottage. Il passe le mois de septembre avec Arizona et termine 2012 avec 11 circuits, 42 points produits et une moyenne au bâton de ,220 en 90 parties au total pour les deux clubs.

### Padres de San Diego
Ransom rejoint les Padres de San Diego le 21 décembre 2012 mais ne s'aligne que pour deux matchs avec l'équipe au début de la saison 2013.

### Cubs de Chicago
Le 16 avril 2013, Ransom est réclamé au ballottage par les Cubs de Chicago.

### Japon
En 2014, Ransom évolue au Japon avec les Seibu Lions de la Ligue Pacifique.

### Retour avec Arizona
Le 24 février 2015, Ransom signe un contrat des ligues mineures avec son ancienne équipe, les Diamondbacks de l'Arizona.